# (129180) 2005 LB17
(129180) 2005 LB17 es un asteroide perteneciente al cinturón de asteroides, región del sistema solar que se encuentra entre las órbitas de Marte y Júpiter.
Fue descubierto el 6 de junio de 2005 por el equipo del proyecto Spacewatch desde el observatorio Nacional de Kitt Peak.

## Designación y nombre
Designado provisionalmente como 2005 LB17.

## Características orbitales
2005 LB17 está situado a una distancia media del Sol de 3,049 ua, pudiendo alejarse hasta 3,282 ua y acercarse hasta 2,816 ua. Su excentricidad es 0,076 y la inclinación orbital 8,656 grados. Emplea 1944,89 días en completar una órbita alrededor del Sol.
Pertenece a la familia de asteroides de (221) Eos.
Los próximos acercamientos a la órbita de Júpiter ocurrirán el 25 de agosto de 2139, y el 19 de febrero de 2188.

## Características físicas
La magnitud absoluta de 2005 LB17 es 15,64.